# Dzintars Lācis
Dzintars Lācis (ros. Дзинтар Лацис, ur. 18 maja 1940 w Jełgawie, zm. 17 listopada 1992 w Rydze) – łotewski kolarz torowy reprezentujący ZSRR, złoty medalista mistrzostw świata.

## Kariera
Największy sukces w karierze Dzintars Lācis osiągnął w 1967 roku, kiedy wspólnie z Michaiłem Koljuszowem, Wiktorem Bykowem i Stanisławem Moskwinem zdobył złoty medal w drużynowym wyścigu na dochodzenie podczas mistrzostw świata w Amsterdamie. W 1964 roku wystartował w tej samej konkurencji na igrzyskach olimpijskich w Tokio, kończąc rywalizację na piątej pozycji. Ponadto w 1968 roku Lācis wystąpił na igrzyskach olimpijskich w Meksyku, gdzie radziecka drużyna zajęła czwartą pozycję, przegrywając walkę o brąz z Włochami.